# Federico Aznar Fernández-Montesinos
Federico Aznar Fernández-Montesinos (Cartagena, 14 de julio de 1964) es un escritor, militar, ensayista y profesor universitario español.

## Biografía
Analista Principal del Instituto Español de Estudios Estratégicos, polemólogo experto en Yihadismo, autor de varios libros y un centenar de artículos sobre la guerra y el yihadismo, conferenciante, articulista y tertuliano ocasional en programas de radio y televisión, donde es consultado como experto.
Actualmente es uno de los expertos en la materia y suele utilizarse como referencia en varios artículos sobre la guerra, el islam y el terrorismo yihadista.
Casado y padre de dos hijos.
Posee la Real y Militar Orden de San Hermenegildo en calidad de la Cruz y encomienda, Cruz al Mérito Militar y Cruz al Mérito Naval.

## Comunicación
Como experto en cultura, civilización y religión islámica y las relaciones entre España y el Norte de África ha formado parte de infinidad de Congresos Nacionales, Internacionales, Foros, Ponencias y Mesas redondas relacionadas con el tema, De la misma manera ha coordinado y publicado gran variedad de monográficos y artículos sobre Polemología.

## Pensamiento
“La guerra es más que batallas, es una actitud política” en más de una entrevista Federico Aznar ha sostenido la idea de que la estrategia está por encima del uso de la fuerza en tanto "la clave de la guerra es la adaptación al enemigo", dejando claro que los conflictos bélicos no dejan de ser "una venganza de las relaciones geopolíticas" en un mundo donde "la globalización trae choques".
A lo largo de su carrera y estudios ha llegado a condensar en sus dos libros publicados. Así mismo, más de 2800 referencias históricas que le han permitido llegar a esta conclusión. Publicaciones que según dijo "necesitaba el mundo editorial". A su juicio, "es un tema que no gusta y he querido llegar a un público no convencional".
En una de las presentaciones de estos libros, Mayte Pagazaurtundua dice, "ayudan a entender mejor los fenómenos de fanatismo identitario, su teatro de operaciones, contado de una manera muy visual con conceptos que son aplicables a casos de terrorismo regional e igual para el terrorismo integrista en el mundo occidental".

## Formación
- 1. (1990) Oficial de la Armada Enseñanza Superior Militar, Escuela Naval Militar.
- 2. (1992) Oficial de Submarinos, Escuela de Submarinos.
- 3. (1995) Comunicaciones, ETEA/Facultad de Telecomunicaciones de la Universidad de Vigo.
- 4. (2000) Licenciado en Ciencias Políticas y Sociología (Ciencias Políticas), Universidad Nacional de Educación a Distancia.
- 5. (2001) Curso de Capacitación para el desempeño de los Cometidos de Capitán de Corbeta, Escuela de Guerra Naval.
- 6. (2003) Diplomado de Estado Mayor, Escuela Superior de las Fuerzas Armadas.
- 7. (2005) Diplomado en Estudios Avanzados de Ciencias Políticas.
- 8. (2006) Especialista Universitario en “Cultura, Civilización y Religión Islámica” Universidad Nacional de Educación a Distancia.
- 9. (2006) Especialista Universitario en “Relaciones entre España y el Norte de África” Universidad Nacional de Educación a Distancia.
- 10. (2011)  Doctor en Ciencias Políticas y Sociología, tesis doctoral titulada “Las nuevas guerras validez de la Polemología para el análisis de los conflictos del siglo XXI” defendida en la Facultad de Ciencias Políticas de la Universidad Complutense de Madrid, calificada como sobresaliente cum laude y propuesta para Premio Extraordinario de Doctorado.
- 11. (2016) Diplomado por el Colegio de defensa de la OTAN. Senior Course 128.
- Otros:  •1. (2006) Curso sobre el islam. Escuela Diplomática.  •2. (2008) curso de gestión Internacional de Crisis. Instituto Universitario Gutiérrez Mellado/ Escuela Diplomática.  •3. (2006-2019) cursos OTAN: «Curso para oficiales de Estado Mayor», «Gestión de Crisis», «Cooperación y Seguridad OTAN UE», «Gestión de infraestructuras», «Oficial de información pública» «Guerra nuclear y proliferación» «Guerra Asimétrica»  •4. (2014) Reforma del Sector de Seguridad. Academia Folke Bernardotte (Suecia).

## Obra

### Libros
- El papel de las Fuerzas Armadas de Marruecos en la gobernación del reino Archivado el 26 de febrero de 2021 en Wayback Machine. (2007, Publicaciones E-Theoria), Universidad Complutense.
- Entender la Guerra en el Siglo XXI (2011, Ed. Complutense) ISBN 9788499380568
- La ecuación de la Guerra (2011, Ed. Montesinos/Intervención Cultural) ISBN 9788492616954
- Repensando el liderazgo estrategico. (2018 Editorial Sílex, Madrid) ISBN 9788477379782

### Artículos y Monografías
Relación no exhaustiva:
- (2004) “Vidas paralelas: Barbarrojas y dorias”. Revista General de Marina.
- (2006) “Islam y democracia. Las relaciones de poder en Europa y el Islam.” Ponencia: Jornadas sobre Retos para : Europa/Islam, 15-17 noviembre, Valencia.
- (2006) “La guerra desde la perspectiva de las fuentes islámicas.” En: Boletín de Información del CESEDEN núm. 296. Disponible en internet
- (2007) “Debates actuales en torno al Islam”. En: Tribuna del CESEDEN marzo-abril.
- (2007) “El papel de las Fuerzas Armadas de Marruecos en la definición de la política exterior del reino”. En: Tribuna del CESEDEN mayo-junio.
- (2007) “El papel de las Fuerzas Armadas de los países del Magreb en el Díalogo Norte / Sur”. Ponencia: III Congreso Nacional sobre Información, Seguridad y Defensa, 25-27 de abril. Universidad SEK-Academia de Artillería.
- (2007) “Sharia y acción política: Reflexiones en torno a la democracia desde la perspectiva de las fuentes islámicas”. En: Sociedad y Utopía: Revista de Ciencias Sociales.
- (2007) “Aproximación al radicalismo islámico”. En: Nómadas. Revista Crítica de Ciencias Sociales y Jurídicas, 16 (2007.2), Universidad Complutense:   http://www.ucm.es/info/nomadas/16/.
- (2007) « Aproximación al radicalismo islámico » Boletín de información del CESEDEN núm 300.
- (2008) “El papel de las Fuerzas Armadas en la construcción de las relaciones interestado”. Revista ECOFIN, mayo de 2008.
- (2009) “Aspectos éticos de los conflictos”. En Tribuna del CESEDEN.
- (2010) “Aspectos éticos de los conflictos”. Boletín de información del CESEDEN núm.311.
- (2010) “La cultura como factor polemológico”. Revista Ejército, diciembre de 2010.
- (2010) “La religión como factor polemológico”. Revista Ejército, diciembre de 2010.
- (2010) “Fuerzas armadas y acción humanitaria. Debates sobre su utilización conjunta”. Boletín de Información del CESEDEN núm. 316
- (2010) “War and Politics. Asymmetric warfare”. En: VV.AA. Securitate si Aparare. Editura Universitatu Nationalede Aparare ¨Carol I“ Bucarest, 2010 ISBN 978-973-663-816-9 pags 235-250.
- (2011) “Guerra asimétrica y terrorismo”. Instituto Español de Estudios Estratégicos. www.ieee.es/
- (2011) “Las guerras del siglo XXI”. Revista Aeronáutica, mayo de 2011 núm.803 pp. 428-435.
- (2011) “Política de Defensa. Consideraciones sobre aspectos culturales y religiosos con los países en la relación con los países árabes” en colaboración con Mohamed Salih Alaly Secretario del Centro Cultural Islámico de Madrid. Boletín de Información del CESEDEN núm. 320
- (2011) “Las guerras del siglo XXI interpretadas en clave del pensamiento de algunos clásicos orientales.” Boletín de Información del CESEDEN núm. 321.
- (2012) “La imagen y la construcción de narrativas en la guerra asimétrica”. Instituto Español de Estudios Estratégicos. 07/2012. www.ieee.es/
- (2012) “Conflictos en el Mediterráneo.” Revista General de Marina. Abril 2012, 443-458.
- (2012) “10 años después del 11-S. Territorios de frontera y malestar” en Monografía num. 129 CESEDEN  “Valores y conflictos. Las claves culturales en los conflictos del siglo XXI”. Amando de Miguel (coord..) pp. 160-190.
- (2012) “Conference: terrorism and communication.” www.ieee.es.
- (2012) “Violencia organizada y comunicación política. El conflicto como narración”. 56/2012. www.ieee.es
- (2012) “Conflictos No Mediterráneo”. Revista InterAçao. Universidad federal de santa María (Brasil)Vol 3 num 3. jul-dez 2012pp13-37.
- (2013) “Desorden y rearme en Asia-Pacífico”. 02/2013 www.ieee.es
- (2013) “Reflexiones en torno a la Seguridad y Defensa en Asia-Pacífico”. 12/2013. www.ieee.es
- (2013) “El fin de la postmodernidad y el retorno de los Valores” en Monografía del CESEDEN núm. 132. (Luis Alejandre coord.) pp. 15-31
- (2013) “La violencia organizada del nuevo siglo”. Revista Ferrol Análisis, revista de pensamiento y cultura. Diputación de la Coruña. pp. 286-295.
- (2013) “El terrorismo como narración”. Claves de razón práctica, 1130-3689, Nº 228, 2013, págs. 98-111
- (2013) “Geopolítica de los valores. Lo militar como espacio de transversalidad y encuentro en el contexto mediterráneo”. DIEEA 20-2013
- (2013) “Militares en la España de hoy”. Federico Aznar Fernández-Montesinos.Claves de razón práctica, 1130-3689, Nº 229, 2013, págs. 8-17.
- (2013) “Sobre la guerra justa. Una visión Politológica.”
- (2013) “El terrorismo global y los lobos solitarios.”
- (2013) “Terrorismo global, terrorismo local”. Revista de la Fundación de Víctimas del Terrorismo. Num 43 junio de 2013 pp. 36-41
- (2013) “La violencia del nuevo siglo”. DIEEA53-2013.
- (2013) “Dilemas de la colaboración humanitaria”. DIEEA56-2013.
- (2013) “Las Fuerzas Armadas como factor polemológico”. DIEEA59-2013.
- (2013) “Conflictto e opinione publica” Revista Italiana de GEOPOLITICA (agosto)
- (2013) “Conflictos No Mediterráneo”. Revista InterAçao. Universidad Federal de Santa María (Brasil) Vol. 3 Nº 3
- (2014) “Reflexiones y debates sobre violencia organizada y economía”. DIEEA45-2014
- (2014) “Reflexiones en torno al terrorismo del siglo XXI”. IX Conferencia Internacional Terrorism and Electronic Media ; Budva, Montenegro 08.10.2013
- (2014) “Causas polemológicas relacionadas con el territorio.” DIEEA 1-2014
- (2014) “Situación geoestratégica en el Mediterráneo”. Libro de Actas del seminario „Foro para la paz“ celebrado en Málaga entre el 12 y 14 de noviembre de 2013.
- (2014) “Reflexiones sobre el empleo de las Fuerzas Armadas en la lucha contra el terrorismo local”. DIEEA 14-2014.
- (2014) “Religión. Diálogo y conflicto”. DIEEA 27-2014
- (2014) “Las Fuerzas Armadas en la construcción del Estado”. DIEEA 20-2014
- (2014) “Filosofía de la guerra”. Revista Arbor. Madrid: Consejo Superior de Investigaciones Científicas
- (2014) “Mahan y la Geopolítica.” González Martín, Andrés, y Aznar Fernández-Montesinos,
- Geopolítica(s). Revista de estudios sobre espacio y poder, vol. 4, núm. 2, 335-351.
- (2014) “Liderazgo y conflicto”. DIEEA 25-2014
- (2014) “Seguridad, catástrofe, salud y enfermedad”. DIEEA 41-2014
- (2014) “Reflexiones y debates sobre violencia organizada y economía”. DIEEA 45-2014
- (2014) “El Islam y la guerra.” DIEEA 49-2014
- (2015) “Sobre la gestión del salvajismo”. Conferencia impartida en ISACA de Braceloel 5 de mayo. Disponible en http://www.isacabcn.org/index.php/es/inicio/160-sobre-la-gestion-del-salvajismo
- (2015) “La guerra de los videos”. Revista Berdeerberg. 09/2015 http://beerderberg.es/wp-content/uploads/2015/09/Aznar.pdf
- (2015) “Sobre el Salvajismo.” Revista Claves de Razón Práctica 241. Julio-agosto pp.40-49.  http://www.ieee.es/Galerias/fichero/OtrasPublicaciones/Nacional/2015/CLAVES_SobreSalvajismo_FAFM.pdf
- (2015) “Portugal Cooperación y Seguridad”. DIEEA 58-2015
- (2015) “Globalización, seguridad y crisis. El papel de las fuerzas armadas en el siglo XXI”. Revista de salud ambiental 15 (1) pp.37-42.
- (2015) “España en el consejo de seguridad. Reflexiones en torno a la organización de las naciones unidas en el siglo XXI. Estados fallidos, crimen organizado y terrorismo (i)”. DIEEA 2-2015
- (2015) “España en el consejo de seguridad. Reflexiones en torno a la organización de las naciones unidas en el siglo XXI. Estados fallidos, crimen organizado y terrorismo (ii)”. DIEEA 4-2015
- (2015) “De la Gestión del salvajismo”. DIEEA 24-2015
- (2015) “Aproximación al fenómeno del terrorismo”. DIEEEA14-2015
- (2015) “La violencia y el ser human”. DIEEEA32-2015
- (2015) “Derecho y política. Debates sobre el derecho de injerencia”. DIEEA 40-2015
- (2015) “Una escolástica de la violencia”. DIEEA 46-2015
- (2015) “Las Fuerzas armadas como factor polemológico.” DIAEE 36-2015.
- (2015) “Las generaciones de guerras. Guerras de primera generación (I)”. DIAEE 54-2015
- (2015) “Las generaciones de guerras. Guerras de segunda y tercera generación (II)”. DIEEA 59-2015.
- (2016) “Del siglo de oro al siglo XXI. Recensión del Monográfico: Política y Literatura. La razón de estado en las letras del siglo de oro.” DIEEA 02-2016.
- (2016) Recensión del libro “Cultura de paz: una utopía posible de David Adams”. Editorial Herder Claves de Razón práctica núm. 244. Enero 2016
- (2016) “Los recursos y el conflicto.” DIEEA 09-2016
- (2016) “Diálogo y referencias. Las claves geopolíticas de la religión.” DIAEE 22-2016.
- (2016) “Una aproximación a los Acuerdos entre España y EEUU.” Tribuna Norteamericana num. 21 de marzo de 2016 pp. 21-27
- (2016) “¿Y ahora qué?” Bez diario Fin de semana. http://www.bez.es/101553310/Y-ahora-que.html Archivado el 1 de abril de 2016 en Wayback Machine.
- (2016) “El trampantojo del terrorismo yihadista.” Ayuela, Francisco; Aznar Federico. DIAEE 30-
- (2016) “Estados Unidos. Cooperación y Seguridad.” DIEEA 37-2016.